# Sundwiger Messingwerk

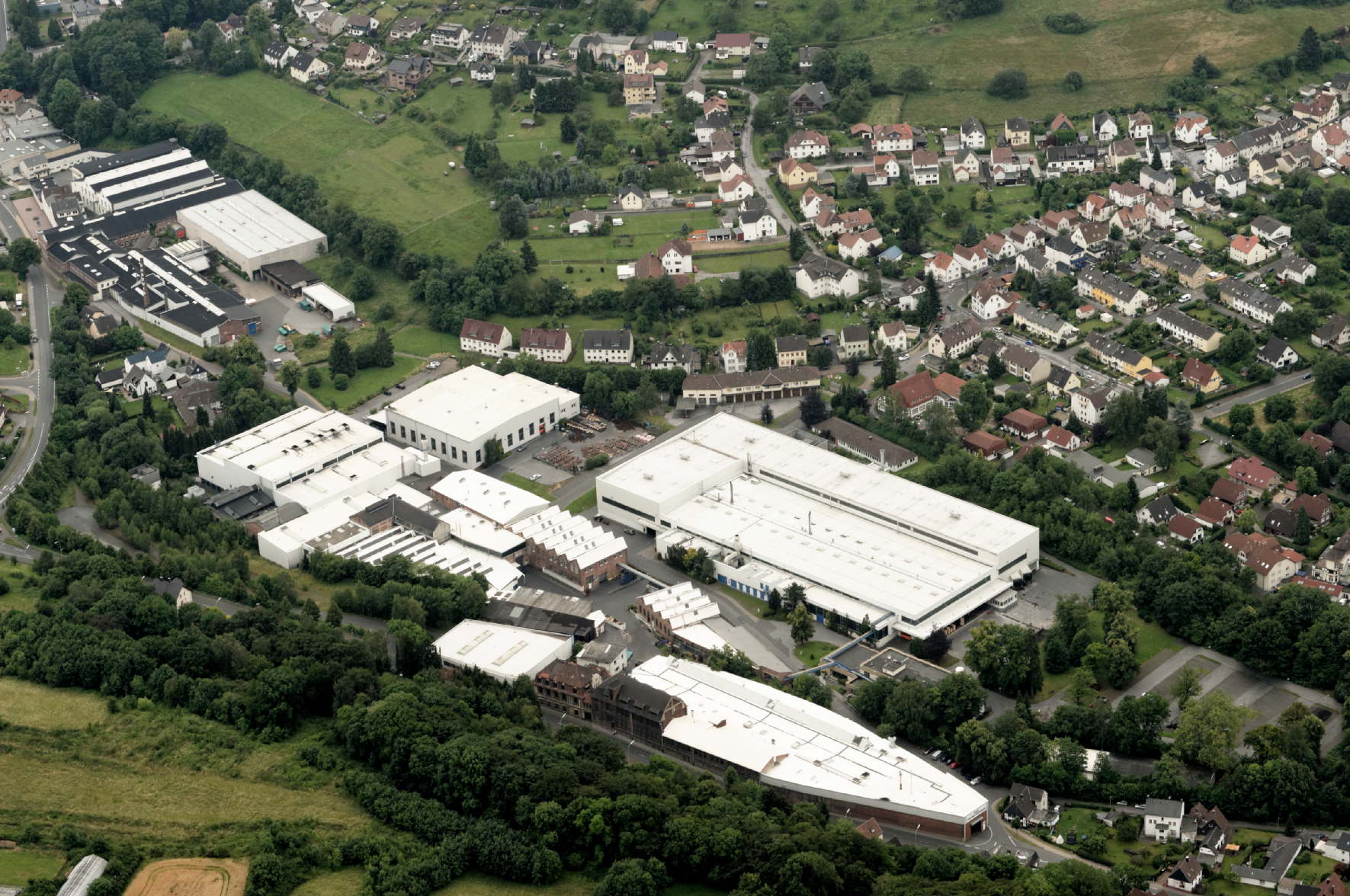
Sundwiger Messingwerk.
Am linken oberen Bildrand die Sundwiger Eisenhütte.

Die Sundwiger Messingwerk GmbH ist ein Unternehmen der Deutschen Invest Mittelstand mit Sitz in Hemer und gehört zu Deutschlands führenden Herstellern von Drähten und Bändern aus Messing und anderen Legierungen aus Kupfer. Diese Halbzeuge werden unter anderem als Vormaterial für Steckverbindungen in Computern und in der Fahrzeugelektronik sowie bei der Produktion der Euromünzen verwendet.

## Geschichte

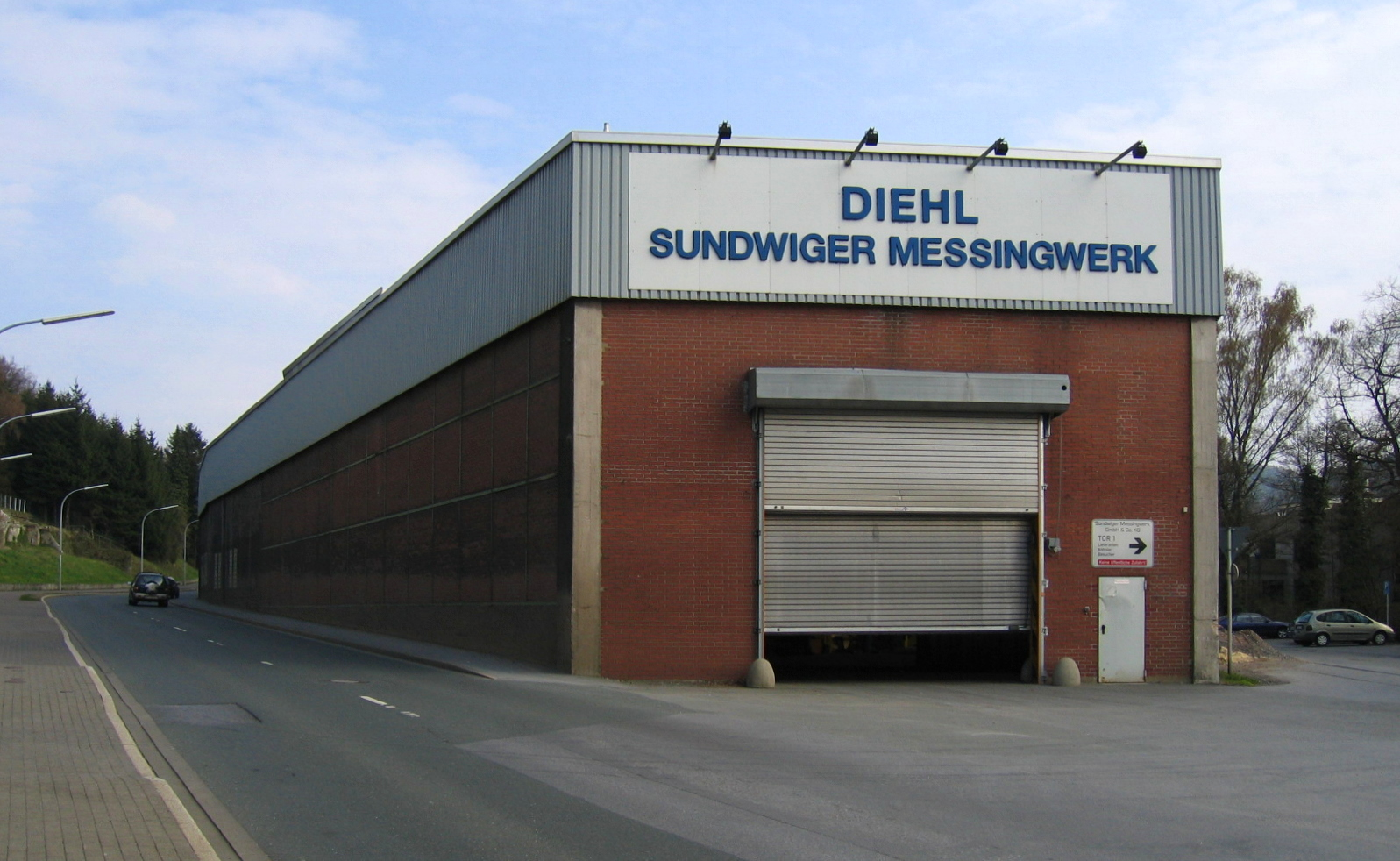
Zufahrt zum Walzwerk I

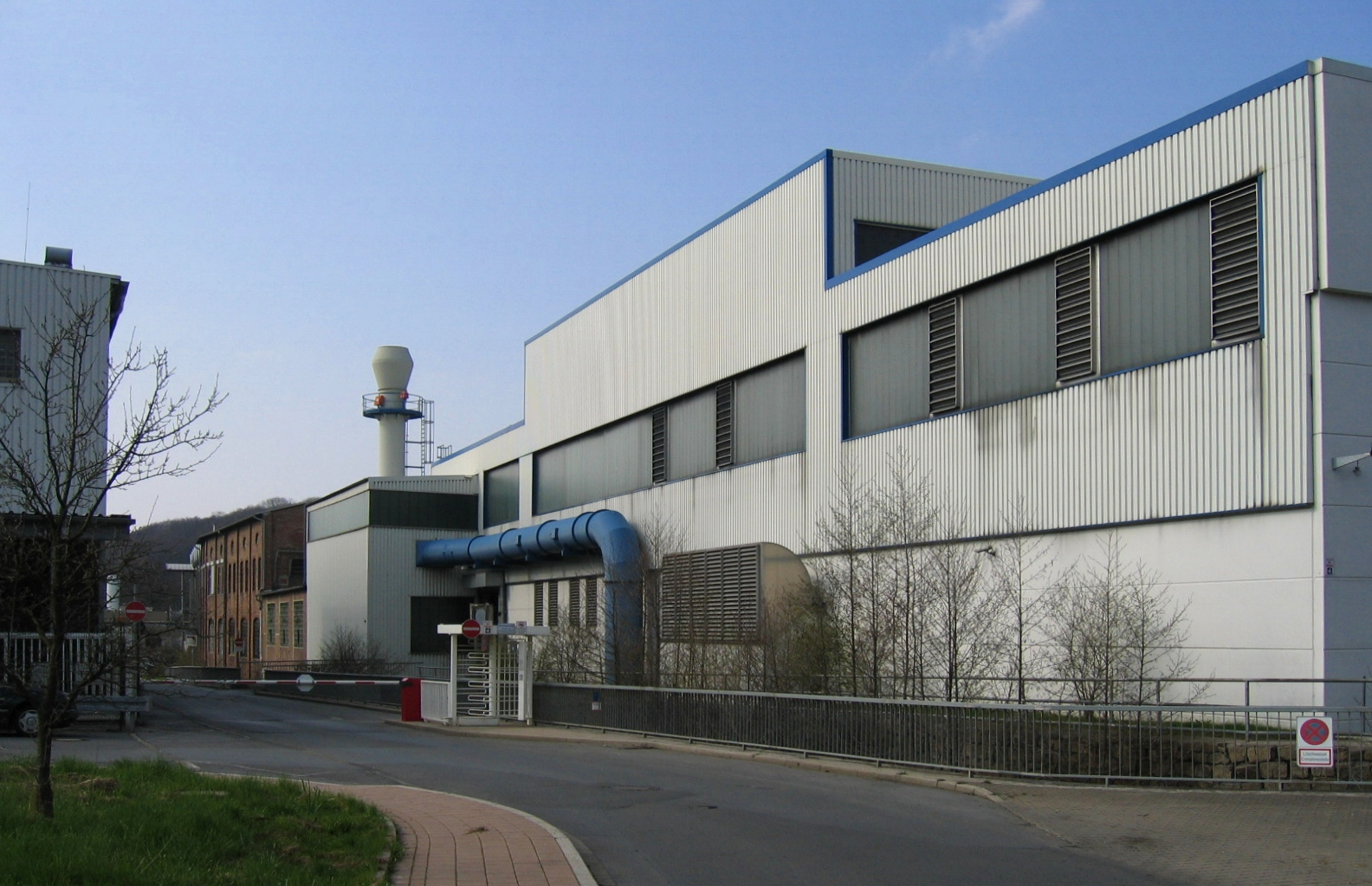
Gießerei

### Ursprung
Die Ursprünge des Unternehmens gehen auf einen 1698 in Sundwig gebauten Eisenhammer zurück. 1712 wurde die erste westfälische Fingerhutmühle errichtet. 1719 kam eine Messingschmelze hinzu, die erste in Westfalen. Neben der Produktion von Fingerhüten, Schnallen und anderen Gegenständen des täglichen Gebrauchs wurde nun auch Draht gezogen. Weltweit bekannt wurden in der zweiten Hälfte des 18. Jahrhunderts die fein ziselierten Tabakdosen. Die Beschäftigten wurden damals wegen der gold-gelben Farbe vom Messing als „Gelbgießer“ bezeichnet, außerdem als „Drahtzieher“.

### Wachstum
1864 teilte sich das Unternehmen in das Sundwiger Messingwerk und die Sundwiger Eisenhütte. Zwischen 1884 und 1891 wurden ein Walzwerk, eine Drahtzieherei und ein Rohrzug errichtet. 1938 folgten eine Gießerei und ein Strangzug. Damit waren die Voraussetzungen für die Produktion von Halbzeug in industrieller Größenordnung geschaffen.
Unmittelbar vor Ausbruch des Zweiten Weltkrieges entstanden 1938 Gießerei und Strangpresse.

### Übernahme durch Diehl und Hinwendung zu Spezialerzeugnissen
1958 übernahm die Diehl Stiftung die Gesellschaft. Daraufhin erfolgte eine Neuausrichtung der strategischen Zielsetzung, statt standardisierter Massenware werden seither Qualitätserzeugnisse für besondere Anwendungen produziert.
1996 brannte ein 20-Rollen-Reversierkaltwalzgerüst der Andritz Sundwig GmbH ab. Es entstand Millionenschaden.
1999 wurde im chinesischen Shenzhen ein Schneid- und Servicecenter unter der Firmierung Diehl Metall (Shenzhen) eröffnet. Das Sundwiger Messingwerk ist seit 2009 ein Teil des Unternehmens Diehl Metal Applications.

### Übernahme durch Deutsche Invest Mittelstand
2020 übernahm die Deutsche Invest Mittelstand das Sundwiger Messingwerk. Gleichzeitig wurde die Rechtsform des Unternehmens von GmbH & Co. KG in GmbH geändert.

### Übernahme durch KME SE (Osnabrück)
Im Dezember 2024 wurde die Übernahme durch den Konkurrenten KME SE in Osnabrück vom Bundeskartellamt genehmigt.

## Produkte
Das Sundwiger Messingwerk entwickelt und produziert Walzfabrikate, Bänder und Drähte, auf Basis von den Legierungsgruppen Zinnbronze, Neusilber, Messing und aus Kupfer-Speziallegierungen wie Kupfer-Eisen und Kupfer-Nickel-Silizium.
Bänder und Drähte aus Kupferlegierungen bieten Elastizität und Festigkeit, Umform- und Stanzbarkeit aber auch thermische und elektrische Leitfähigkeit.
Die fertigen Bänder und Drähte werden zur Weiterverarbeitung an die Elektro- und Elektronikindustrie und an Betriebe der Feinwerkindustrie geliefert.